# Den högsta kasten
Den högsta kasten är en roman utgiven 1997 skriven av Carina Rydberg. Romanen väckte mycket uppmärksamhet och kritik för att författaren skildrade namngivna personer i sin egen omgivning på ett negativt sätt.
"Jag sticker inte under stol med att det finns vissa personer som jag vill skada med den här boken", sade Rydberg i en intervju i Tidningen Boken 1997:4.
Kritiker har dock noterat att romanen snarast är en omvänd nyckelroman. I en nyckelroman presenteras verkliga personer under fiktiva namn, medan den här romanen ska innehålla (något) overkliga personer under samma namn som verkliga personer.

## Utgåva
- Rydberg, Carina (1997). Den högsta kasten. Stockholm: Bonnier. Libris 7149567. ISBN 9100562912